# علي شعث
علي نبيل شعث (ولد عام 1967 في الاسكندرية، توفي في 4 ديسمبر 2013 في القاهرة)، مهندس إلكترونيات و حاسوب مصري من أصل فلسطيني. مؤسس ”أضف“ (مؤسسة التعبير الرقمي العربي) و أحد رواد البرمجيات الحرة في الوطن العربي، و عضو مؤسس في الجمعية المصرية للبرمجيات مفتوحة المصدر (بالإنجليزية: Open Egypt)‏.

## نشأته
ولد في الإسكندرية عام 1967، لأب فلسطيني وأم مصرية، ونشأ في بيروت والقاهرة. ولد مصري الجنسية وسحبت منه الجنسية المصرية هو وإخوته وابنه نبيل في عام 1996. و  هو الابن الأكبر للدكتور نبيل شعث عضو اللجنة المركزية لحركة فتح، و الأخ الأكبر لرندا شعث المصورة الفوتوغرافية، و رامي شعث. متزوج من رنوة يحيى، و له ثلاثة أطفال؛ نبيل، نديم، رامي.

## حياته العملية
مهندس إلكترونيات و حاسوب و متخصص إدارة و تدريب وعاشق للموسيقي و الشعر. شارك منذ سن المراهقة في تطوير ثم تدريب ثم إدارة معسكرات الكمبيوتر العربي فيما بين سنتي 1984 - 1994. في سنة 2005 شارك في تأسيس معسكرات التعبير الرقمي العربي. يدير أيضًا شركة شركة ريم لتطوير الصناعات الإلكترونية المحلية في مصر. يدعم المحتوى المفتوح، و يهوى الأرشفة. عمل أيضًا مديرًا لمعسكرات التعبير الرقمي العربي هذا العام 2013.
من أهم انجازاته قيادة فريق تقني لتأسيس البنية التحتية للمعلومات في الضفة الغربية وغزة في 1994 والتي تضمنت رواتب موظفي الحكومة إلى تنمية المكونات الصلبة والبرمجيات والتدريب على تفاصيل نقل الإدارة. وضع علي وفريقه القطاع الحكومي على الخريطة.
إحدى القضايا التي أثارها و تبناها المهندس علي شعث، كانت في ديسمبر 2012، ضد قرار مجلس الوزراء المصري بالتعاقد مع شركة ميكروسوفت لشراء تراخيص برمجيات الحواسيب المكتبية و الخواديم المستخدمة في الحكومة بتكلفة 43 مليونًا و 762 ألفًا و 321 دولارًا أمريكيًا، رغم أن الحكومة بإمكانها تقليص هذه النفقات إلى أقل من 20% من ذلك المبلغ إن لجأت إلى البرمجيات الحُرّة مفتوحة المصدر، حيث توجد في مصر كفاءات قادرة على تنفيذ المتطلبات الحكومية مع تقليل التكلفة لأدنى قدر ممكن مع إطالة أعمار الأجهزة و العتاد و عمرها التشغيلي، مع إمكانية توجيه الأموال المتبقية بعد ذلك إلى تدريب الموظفين الحكوميين لزيادة مهاراتهم.

### أضف
شارك علي شعث زميلة رحلته رنوة يحيى في إنشاء مؤسسة التعبير الرقمي العربي التي يوجد مقرّها في منطقة المقطم في القاهرة سنة 2009، المؤسسة معنية بالمعلومات والبرمجيات المفتوحة، وتقوم بتدريب الشباب على أعمال المونتاج و المكساج و تحرير المدونات و صفحات ويكيبيديا. قامت أضف بدور داعم لمشاريع عدة مثل  مصرِّين و صعيدي جيكس و راديو جرامافون، و مشروع المريخ، و حكاوي التحرير، و مدي مصر و  صوت النوبة، و الجمعية المصرية للأوتيزم، و كذلك الفيلم السينمائي فرش وغطا، فضلا عن مشاريع أخرى.

### مساهمات
قدم علي شعث الدعم التقني والمادي للعديد من المشاريع والمبادرات الشبابية في مصر وتونس منها (ميدان التعليم، امسك متحرش، باشكاتب، آرت اللوا، شركة نون للإبداع، رفوف، مُصرين، ألوان وأوتار، فرش وغطا، جرين إيجبت لايف، أر-شيف، مشروع المريخ، مدرار، صعيدي جيكس، نظرة، الحق في السكن، أفلام سين، مركز الجنوب للحق، مزج، الصندره، كنوز ستات، نبتة، جمعية مشهد الثقافية، صوت النوبة).

## وفاته
توفي عن عمر  46 عامًا يوم الأربعاء الموافق 4 ديسمبر 2013 في تمام الثامنة مساءً إثر نوبة قلبية مفاجئة ألمت به في القاهرة.